# Foneria (metropolitana di Barcellona)
Foneria è una stazione della Linea 10 Sud della metropolitana di Barcellona. La stazione è entrata in servizio l'8 settembre 2018 con l'apertura del ramo sud della linea L10. È situata nel Passeig de la Zona Franca tra il Carrer de la Foneria e la Plaça de la Marina de Sants. L'accesso alla stazione è possibile solo tramite scale mobili o ascensori ad alta capacità, adatti anche per il trasporto di persone a mobilità ridotta.
Secondo le previsioni iniziali la stazione avrebbe dovuto entrare in servizio nel 2007, ma in seguito al ritardo nei lavori la stima fu spostata prima al 2014, poi al 2016 ma anche questa seconda data non fu rispettata e l'apertura fu ulteriormente rimandata fino all'apertura effettiva della tratta sud della L10.

## Accessi
- Passeig de la Zona Franca (tre ingressi)